# La Caña Gris
La Caña Gris (sous-titrée Revista de Poesía y Ensayo) est une revue littéraire bilingue (principalement en espagnol, mais quelques collaborations en catalan) qui a été publiée à Valence (Espagne) du printemps 1960 à l'automne 1962, promue par le philosophe et essayiste Jacobo Muñoz, vrai factotum de la revue, bien que formellement elle était dirigée par José María Abad. D'apparition irrégulière (bien que l'abonnement proposé soit de quatre publications par an), les numéros 4 et 5 sont présentés en double volume et les numéros 6, 7 et 8 en triple volume. Ce dernier, monographique en hommage à Luis Cernuda à l'occasion de son soixantième anniversaire, a été la première reconnaissance qui consacra ce poète sévillan comme l'une des valeurs fondamentales de la generación del 27,.
En ce qui concerne son apparence et sa facture, les illustrations de Monjalés qui accompagnen les textes et la sobriété et propreté de la typographie sont à remarquer. En termes d'orientation idéologique et esthétique, La Caña Gris reflète le besoin qu'ont ressenti les jeunes écrivains des dernières années 1950 de trouver un nouveau langage qui, sans éluder l'engagement social, a dû céder la place à la poétique d'avant-garde la plus radicale, et d'accord avec la scène internationale et l'héritage de la tradition littéraire espagnole d'avant la guerre civile espagnole, offrant une alternative à l'esthétique traditionaliste des poètes regroupés autour du magazine Garcilaso, qui avait dominé pendant la dictature de Franco, mais aussi une révision de la « poésie sociale » devenue à la mode dans les années 1950 et menaçant de tomber dans des formules épuisées et stéréotypées.
La liste des collaborateurs de La Caña Gris comprend des auteurs de plusieurs générations ou promotions. On a conclu que La Caña Gris était dans tous les sens un forum multigénérationnel, qui s'est détaché de l'exclusivité du réalisme socialiste et a proposé un modèle de poésie réflexive d'une lignée clairement cernudienne. Des essais de Joan Fuster, Josep Iborra, Jacobo Muñoz, Juan Gil-Albert, José Sanchis Sinisterra, Ramón Gaya, José Agustín Goytisolo, Francisco Brines, María Zambrano, José Hierro sont apparus dans ses pages, ainsi que des poèmes de José Ángel Valente, Jaime Gil de Biedma, Luis Cernuda, Carmen Conde, César Simón, Maria Beneyto, Félix Grande, Vicente Aleixandre, Gabriel Celaya, Carlos Bousoño, Octavio Paz, Vicente Gaos, Rosa Chacel, etc. Parmi les collaborations en catalan, les poèmes de Xavier Casp, Jaume Vidal Alcover, Lluís Aracil, Miquel Tarradell et Alfons Cucó méritent d'être mentionnés. Des traductions en espagnol de poèmes de Sandro Penna, Bertolt Brecht, Cesare Pavese, Hölderlin, Jacques Prévert et Salvatore Quasimodo sont également apparues sur ses pages.